# William Moon

William Moon (1818–1894)

William Moon (* 18. Dezember 1818 in Horsmonden; † 9. Oktober 1894 in Brighton) war der Entwickler des Moonalphabets, einer mit Braille konkurrierenden Blindenschrift, das sich an die lateinischen Buchstaben der Schwarzschrift anlehnt.

## Leben und Wirken
William Moon war ein gesundes, sehendes Kind, bis er an Scharlach erkrankte. Diese Krankheit hatte zur Folge, dass er auf einem Auge vollständig erblindete und am zweiten Auge ein stark vermindertes Sehvermögen hatte, das sich im Laufe der Zeit immer mehr verschlechterte. Trotz mehrerer Operationen verschlechterte sich die Sehkraft immer mehr. 1840 im Alter von 21 Jahren erblindete Moon vollständig und zog mit seiner verwitweten Mutter und seiner Schwester nach Brighton in East Sussex.

### Erfindung des Moonalphabets
Hauptartikel: Moonalphabet

Übersicht des Moonalphabets

Moon lehrte ortsansässige blinde Jungen das Lesen durch Reliefschriften, die von verschiedenen Personen entwickelt worden waren (John Alston, James Hatley Frere, James Gall und Thomas Lucas). Dabei fiel ihm auf, dass es den Jungen schwerfiel, diese Schriften zu erlernen. Deshalb begann er 1843, ein eigenes Reliefalphabet zu entwickeln, das er 1845 veröffentlichte – das Moonalphabet. Die meisten seiner Buchstaben behielten die Formen der lateinischen Buchstaben bei (vgl. beispielsweise C, I, J, L, O) oder vereinfachten diese (beispielsweise A, D, E, K, X oder basierend auf den Kleinbuchstaben b, f). Für die wenigen verbleibenden Buchstaben wurden Formen aus bestehenden Buchstaben durch Spiegelung abgeleitet (G aus dem vereinfachten f, W aus U). Die Jungen erlernten mit dieser Methode das Lesen schneller.
Da es ihm ein wichtiges Anliegen war, dass blinde Menschen durch ihren Tastsinn auch in die Lage versetzt werden komplette Bücher zu lesen, erschienen ab 1847 erste Publikationen in der Moon-Blindenschrift. Der Nachteil war nur hier, dass der Druck sehr aufwendig war. Durch Missionare wurde die Moonschrift nach Australien, China, Indien sowie Nord- und Westafrika verbreitet.
1842 heiratete Moon Mary Ann Caudle, die Tochter eines Chirurgen. 1844 wurde ihr Sohn Robert geboren und ein Jahr später ihre Tochter Adelaide. Obwohl die Familie in ärmlichen Verhältnissen lebte, konnte Moon eine hölzerne Druckpresse erwerben, mit der er seine Schriften drucken und vervielfältigen konnte.
Da Moon sehr christlich erzogen wurde, war es ihm ein großes Anliegen, die Bibel in Moonschrift zu übertragen. Es dauerte fast zehn Jahre, dieses Vorhaben in die Tat umzusetzen. Bei diesen Arbeiten wurde er von Sir Charles Lowther finanziell und tatkräftig unterstützt, den das gleiche Schicksal ereilt hatte – auch er erblindete nach Scharlach. Lowther wurde ein guter Freund von Moon. Moon konnte mit Lowthers Hilfe gleich neben seinem Wohnhaus eine Druckerei und eine Bibliothek einrichten und so seine Schriften veröffentlichen. Zu seinen Lebzeiten wurden dort Bücher in 471 verschiedenen Sprachen gedruckt – er belieferte sozusagen fast die ganze Welt mit seinen Schriften.

### Engagement zur Unterstützung blinder Menschen
William Moon hatte sehr fortschrittliche Ansichten von Blindenpädagogik. Gruppen von Interessierten engagierten einen von ihm ausgebildeten Blindenlehrer, der ihnen die Moonschrift beibrachte und sie mit Büchern versorgte, unter anderem mit dem Ziel, dass blinde Kinder am allgemeinen Schulunterricht teilnehmen konnten. Moon engagierte sich aber auch für seine nichtsehenden Zeitgenossen durch verschiedene Sozialprojekte und wurde deshalb „der Pastor der Blinden“ genannt.
Fast zeitgleich wie William Moon hatte Louis Braille (1809–1852) sich damit auseinandergesetzt, wie Menschen mit Erblindung, dennoch in die Lage versetzt werden könnten, zu Lesen und zu Schreiben. Er hatte es bis 1839 geschafft, eine Schrift zu entwickeln, die lateinische Buchstaben in Form eines Punktesystems nachbildet – die Raphigrafie. Da es mit diesem System einfacher war Druckerzeugnisse herzustellen und durch Blinde eigene Schriftstücke zu erzeugen, wurde diese Schrift ab 1850 in französischen Blindenschulen gelehrt. Erst 1879 wurde sie in Deutschland eingeführt.

## Ehrungen
Die Universität Philadelphia verlieh ihm 1871 die Ehrendoktorwürde der Rechtswissenschaft.

## Werke
- Light for the blind: A history of the origin and success of Moon's system of reading (embossed in various languages) for the blind. London 1873 (Digitalisat), 2. Aufl. London 1875 (Digitalisat), 3. Aufl. London 1877 (Digitalisat), 4. Aufl. London 1879 (Digitalisat)
- The consequences & ameliorations of blindness. (A brief sketch). London 1875 (Digitalisat)